# Susie Arias
Susana (Susie) Arias (Ciudad de Panamá, 12 de abril de 1953) es una escultora y pintora panameña radicada en Estados Unidos.

## Primeros años
De niña vivió en Roma, donde sus padres eran embajadores de Panamá. Su padre, Adolfo Arias Espinosa, además de diplomático y hombre de negocios, fue un reconocido actor teatral y promovió mucho las artes, siendo uno de los fundadores del Instituto Panameño de Arte (Panarte). Su madre, Susana Loredo de Arias, era peruana de nacimiento; ellos se conocieron cuando el señor Arias fue secretario de la embajada en Lima. Tenían una colección de pintura colonial peruana muy representativa.
Su hermano mayor, Adolfo, tuvo una breve carrera como escultor y algunas de sus piezas se exhiben en lugares públicos.
La actividad artística de don Adolfo lo llevó a actuar en la película “El Sastre de Panamá”, basada en la novela de John le Carré y algunas escenas se filmaron en la residencia familiar, en el Casco Antiguo de Panamá.

## Trayectoria
Estudió escultura en la Universidad de Nueva Orleans y fue discípula de la reconocida escultora Angela Gregory. Se graduó como licenciada en Bellas Artes en la Universidad de Tulane en 1976. En 1978 se mudó a la ciudad de Santa Cruz, California, creando proyectos de arte público y privado.
Susie Arias es reconocida por realizar esculturas con materiales insólitos y superficies pintadas, trabajando en madera, piedra, bronce y cerámica, teniendo repercusión al ser exhibidas sus obras en diversas galerías del continente americano. Su pintura igualmente es tratada con diferentes técnicas y también collages.
En 1987 recibió el premio National Endowment for the Arts en escultura y en 1998 el Environs Enhancement Award, premio que se le da a los proyectos de autopistas en California. En 2000 se le honró como artista distinguida del condado de Santa Cruz y premiada por la Sociedad Arqueológica de California en 2007.
Su primera exposición individual la realizó en el Instituto Panameño de Arte en 1977 (hoy Museo de Arte Contemporáneo) y desde entonces ha exhibido en galerías de su país, como Habitante y Arteconsult, en el Museo de Arte Contemporáneo, y en muestras colectivas, una de las más representativas la conformada en 1987 de Arte Panameño en la Organización de Estados Americano (OEA).
En 1986 participó en la II Bienal Wifredo Lam y obras suyas están expuestas en el Centro Wifredo Lam y en el Museo de Bellas Artes de Cuba. Ese mismo año formó parte de la selección de pintura panameña que inauguró el Museo Bolivariano de Arte Contemporáneo en la Quinta de San Pedro Alejandrino, Santa Marta, Colombia, lugar donde murió el Libertador Simón Bolívar.
Ha exhibido sus obras en museos de Ecuador, República Dominicana, además de Panamá y Estados Unidos. De manera individual exhibe periódicamente en su país natal y sus obras forman partes de colecciones privadas tanto en Panamá y Estados Unidos como en otros países.
Además de su obra personal, Susie Arias se involucra y promueve talleres y eventos públicos en escuelas y museos del área de Santa Cruz.